# Siri Derkert
Siri Karin Derkert, född 30 augusti 1888 i Adolf Fredriks församling i Stockholm, död 28 april 1973 på Lidingö, var en svensk konstnär.

## Biografi

### Utbildning och levnad
Siri Derkert var ett av sju barn till köpmannen Carl Edward Johansson Derkert och Emma Charlotta Valborg, född Fogelin. Hon utbildades vid Althins målarskola i Stockholm från 1904 och på Konstakademien 1911–1913. Därefter studerade hon konst i Paris på Académie Colarossi och Académie de la Grande Chaumière tillsammans med Ninnan Santesson och Lisa Bergstrand (Elisabeth Bergstrand-Paulsson) fram till första världskrigets utbrott hösten 1914. Under och efter första världskriget vistades hon periodvis i Italien, där hennes första barn Carlo föddes. Siri Derkert studerade också vid den kvinnliga medborgarskolan som drevs av Fogelstadgruppen. Till Fogelstad kom hon i september 1943 och denna vistelse inspirerade hennes konstnärskap. Hon gjorde bland annat flera skisser av de kvinnor som var verksamma på Fogelstad, däribland Honorine Hermelin och Ada Nilsson.
Siri Derkert hade tre barn: sonen Carlo (1915–1994) med den finländske konstnären Valle Rosenberg samt döttrarna Liv (1918–1938) och Sara (född 1920) med tecknaren och bokillustratören Bertil Lybeck. Med Lybeck var Siri Derkert gift mellan 1921 och 1925, men makarna levde inte tillsammans. Derkert är begravd på Lidingö kyrkogård.

### Konstnärlig verksamhet
Siri Derkert är känd som en konstnär med starkt personlig och expressionistisk stil. I tidiga verk, framförallt från Paristiden, kan man se intryck både från kubism och fauvism. Hon har gjort figurmålningar i grå toner, vanligen pastell, interiörer och barnporträtt. 
Hennes genombrott som konstnär kom 1944 efter en utställning i Stockholm.
Med utställningen Rörelser i alla riktningar, vilken öppnade i april 1960, blev Siri Derkert den första kvinna med separatutställning på Moderna Museet i Stockholm.
Under sin tid i Stockholm och på Lidingö lärde hon känna en annan kvinnlig konstnär Inga Pentén som bodde på Lidingö med man och tre söner. Då båda konstnärerna umgicks nära och inspirerade varandras konst och hade en livslång vänskap. De båda målade mycket för kvinnosaken, fred och miljön. Inga Pentén målade och ställde även ut i Paris. 
Hon tilldelades Guggenheimpriset på 1 000 dollar i juli 1960 för målningen Fågel i topp och 1962, vid 74 års ålder representerade hon Sverige vid konstbiennalen i Venedig. Tre år senare invigdes hennes 145 meter långa Ristningar i betong på Östermalmstorgs tunnelbanestation.
Siri Derkert är bland annat representerad vid Nationalmuseum, Moderna Museet, Kalmar Konstmuseum, Skissernas museum, Norrköpings konstmuseum, Konstmuseet i Skövde och Göteborgs konstmuseum. Hon är också en av de svenska konstnärer som finns representerade i Postverkets utgivning av frimärken på ett märke till Elin Wägners 100-årsdag 1982.

## Offentliga verk i urval
- Kvinnopelaren, övre perrongen, T-Centralens tunnelbanestation i Stockholm, ristad betong (1956–1958)
- Ristningar i betong, Östermalmstorgs tunnelbanestation i Stockholm (sandblästrad betong 1962–1964)
- Vi - We - Nous, gobeläng i Hersby gymnasium i Lidingö 1962
- Vad sjunger fåglarna?, gobeläng i Höganäs stadshus sessionssal 1965–1967
- Sverigeväggen på Sverigehuset vid Kungsträdgården i Stockholm relief/ristning i betong/rostfritt stål 1967–1969)
- Ren luft - rent vatten, skulptur i aluminium på Gullingeskolan i Tensta 1968–1972
- Senapsträdet och himmelens fåglar, 1959–1969, betongreliefer, Skövde kulturhus,stadsbiblioteket
- En serie betongplattor med ristningar, utanför Stockholmsmässan i Älvsjö.

## Galleri

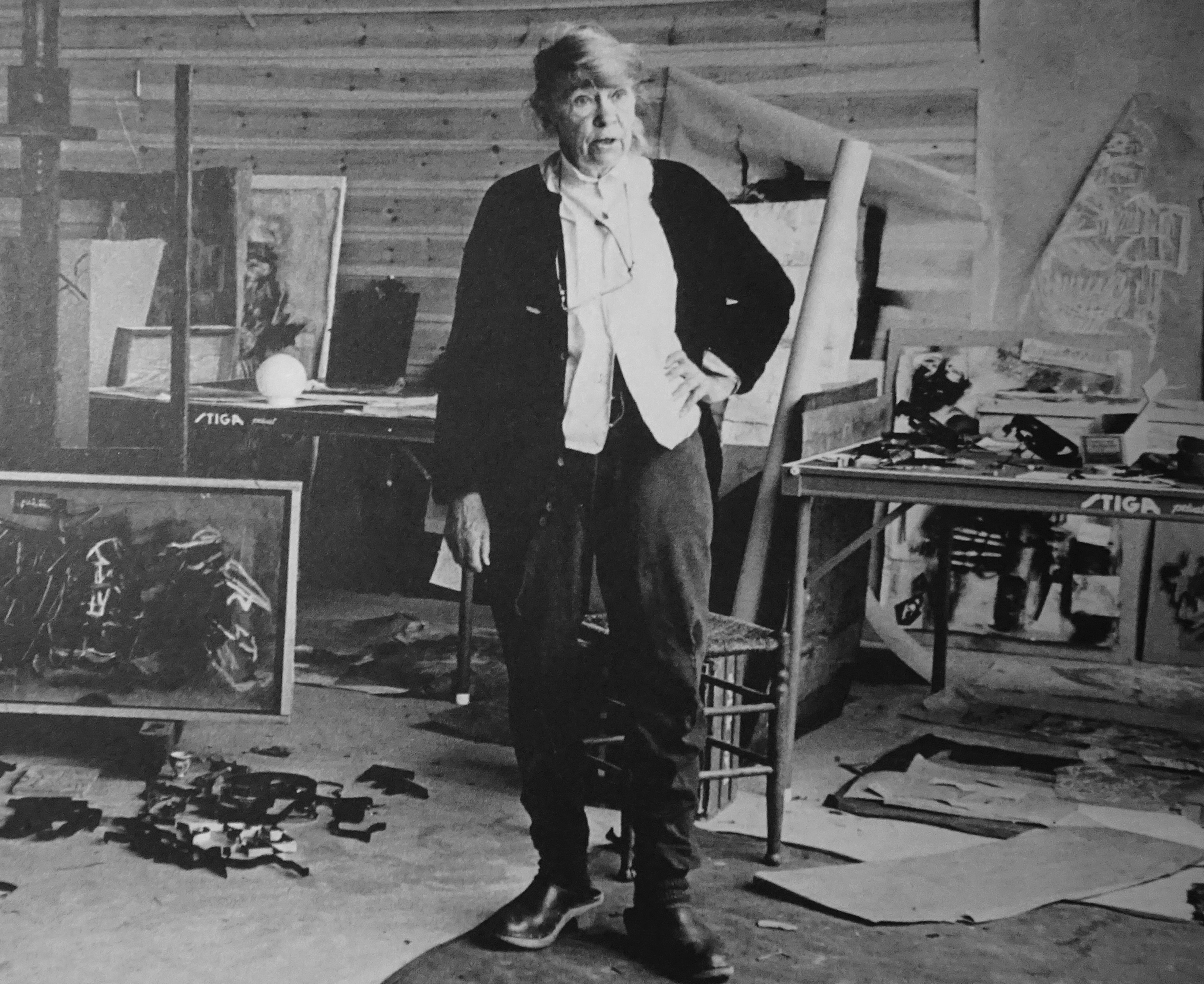
Siri Derkert 1966 i sin ateljé.
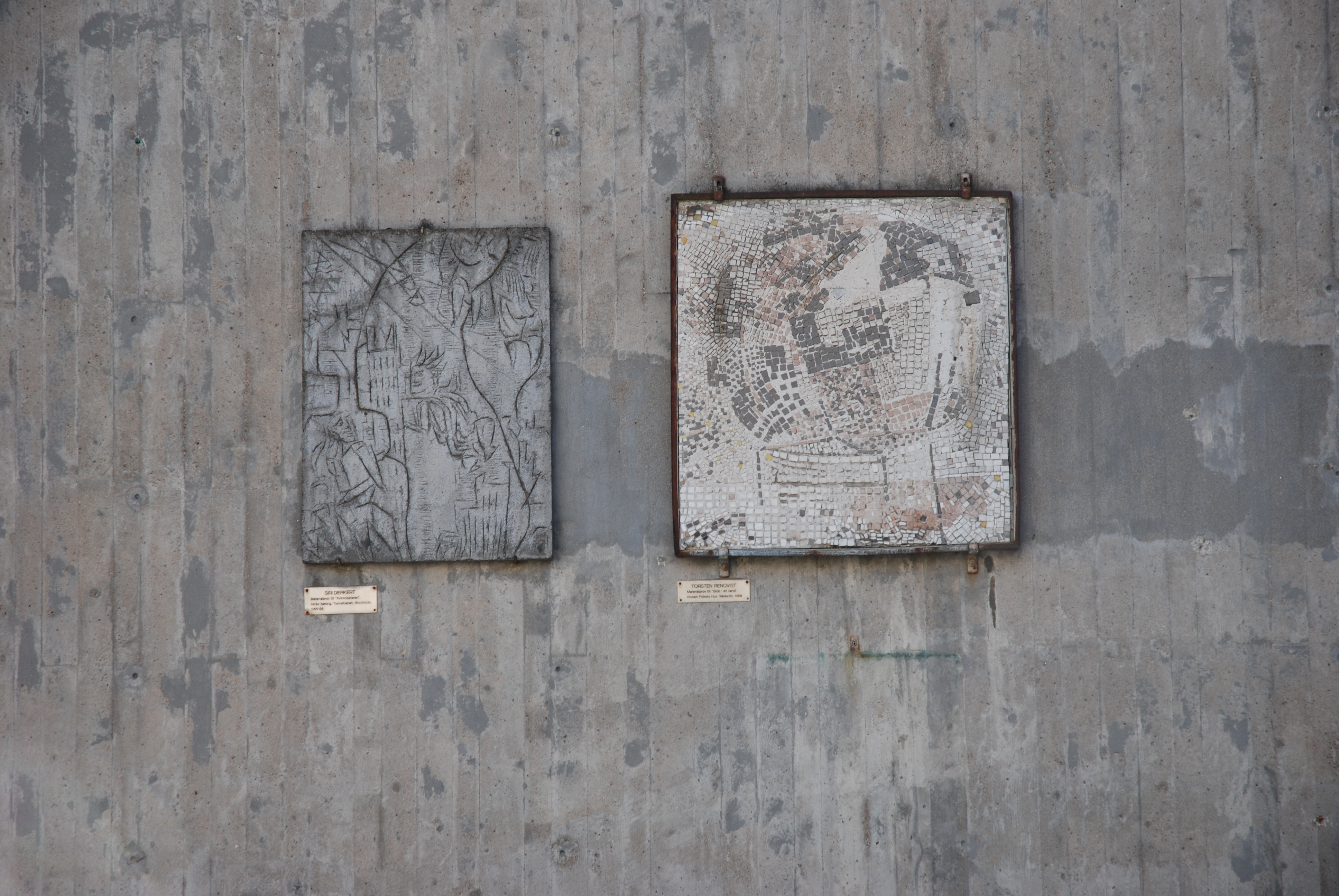
Siri Derkert (vänster) och Torsten Renqvist materialprov till "Kvinnopelare" respektive "Glob".
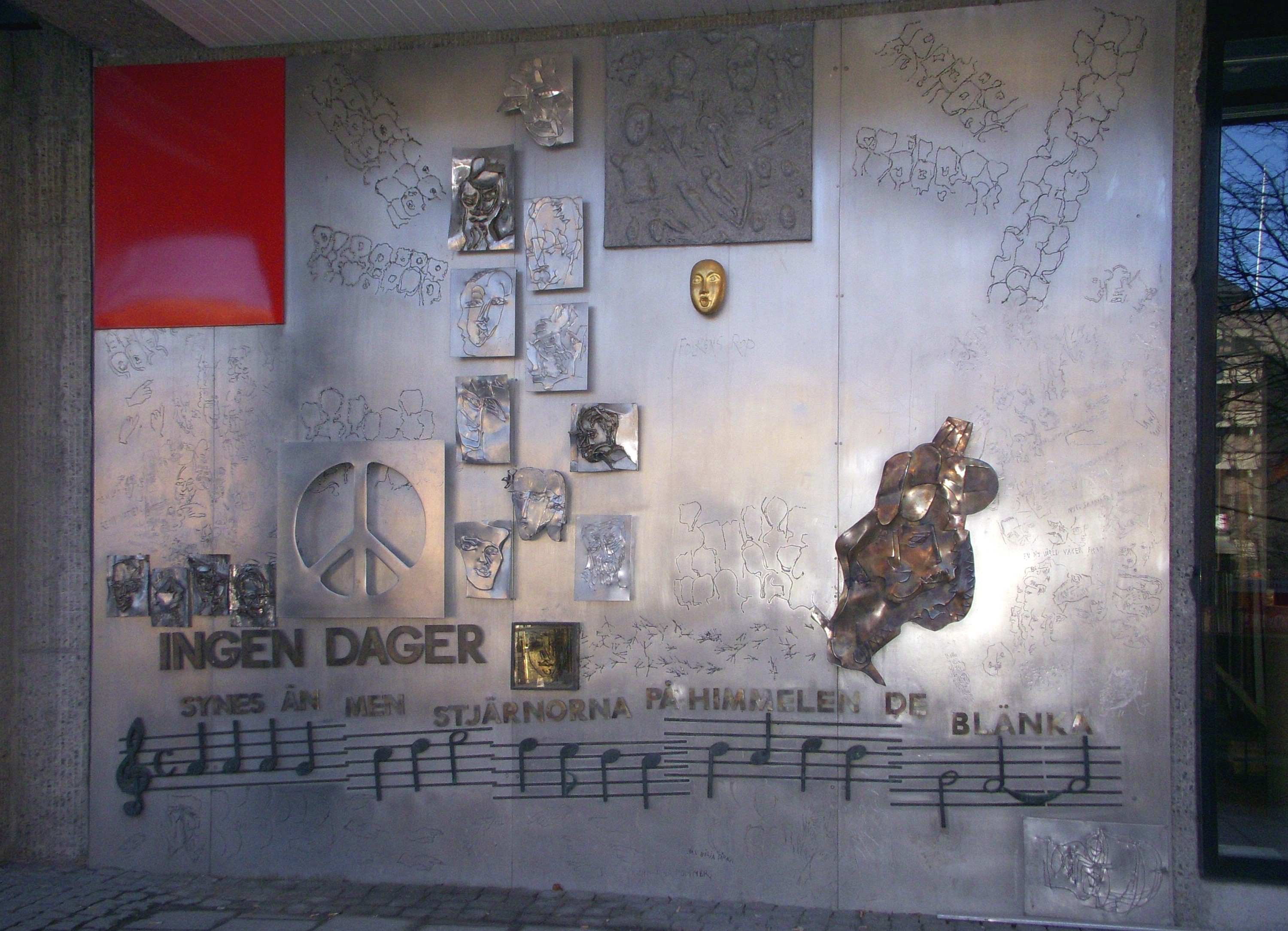
Siri Derkerts "Sverigeväggen" på Sverigehuset.
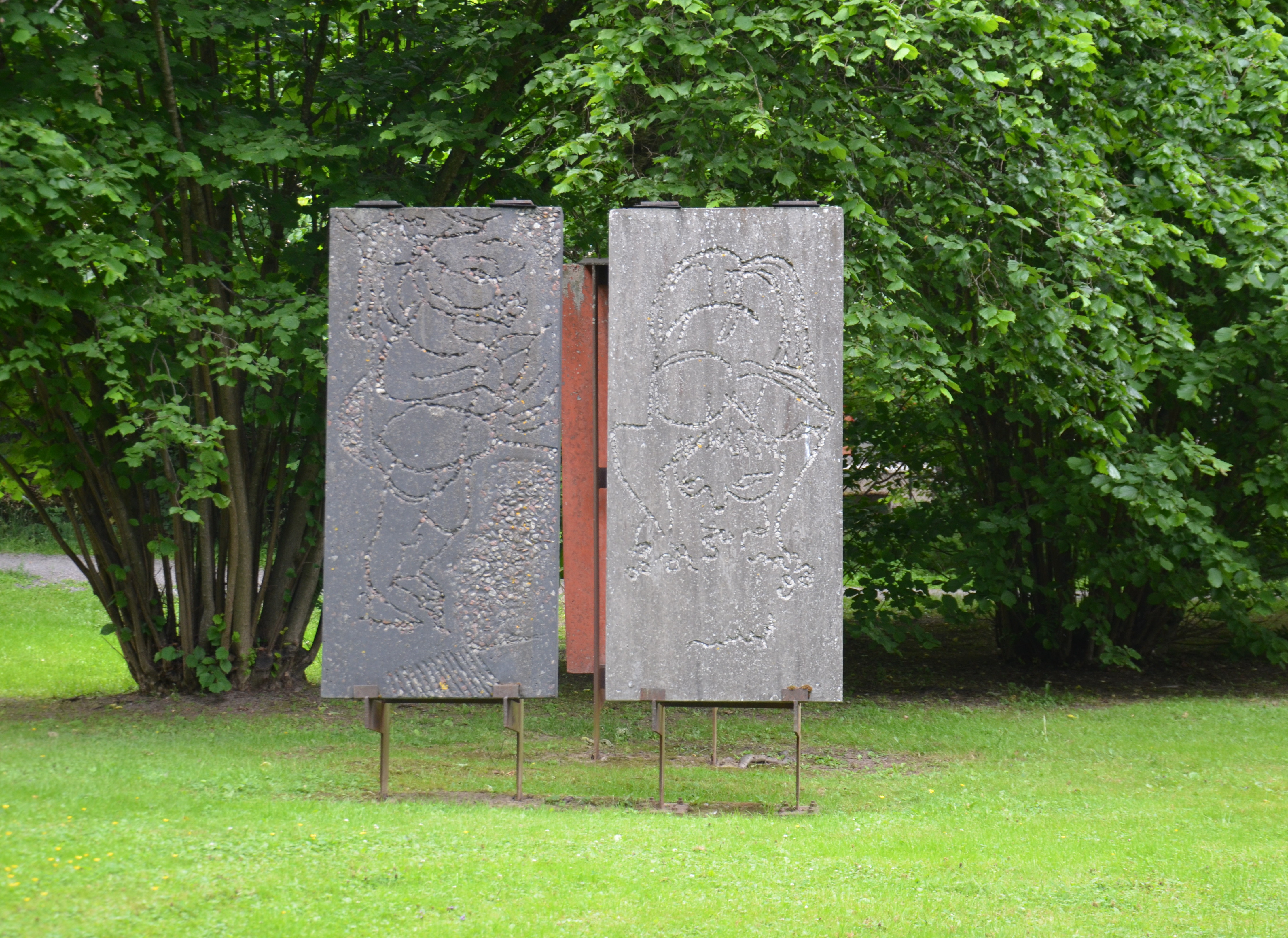
Ristningar i betong, i parken utanför Älvsjömässan.
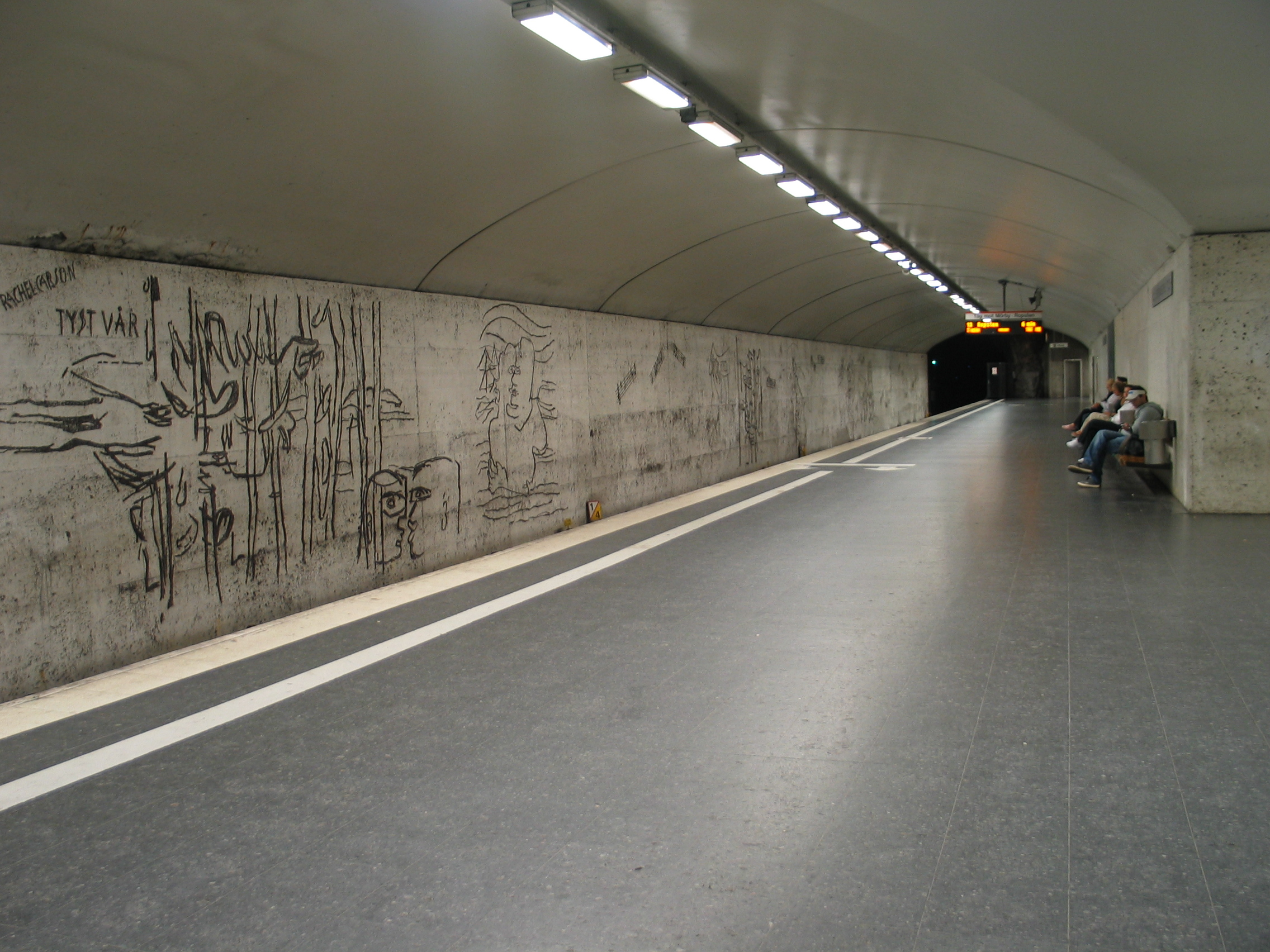
"Ristningar i betong" i tunnelbanestation Östermalmstorg.